# Maldoror
Maldoror var ett musikprojekt med och av musikerna Mike Patton och Masami Akita. Namnet var taget från Les Chants de Maldoror, eller på svenska; Maldorors sånger av Comte de Lautréamont, författaren Isidore Lucien Ducasse pseudonym.
Projektet startade när Patton var på turné i Australien med sitt dåvarande band Faith No More. Under den tiden väcktes hans intresse för den japanska noiseartisten Merzbow (även känd som Masami Akita). Patton kontaktade Akita och resultatet blev flera konserter tillsammans i och omkring Australien. 1997 spelade Patton och Akita in en skiva tillsammans i en studio i Tokyo, nämligen She som släpptes på Pattons skivbolag Ipecac Recordings 1999.